# Droga krajowa B486 (Niemcy)
Droga krajowa 486 (niem. Bundesstraße 486) – niemiecka droga krajowa przebiegająca na osi wschód-zachód i jest połączeniem drogi B43 w Rüsselsheim am Main z drogą B45 koło Eppertshausen w południowej Hesji.
Droga, jest oznakowana jako B486 od połowy lat 60. XX w.